# Душан Савић (писац)
Душан Савић (Бања Лука, 21. август 1952) је српски књижевник који живи и ствара у Бечу и Сомбору. Пише поезију и прозу.

## Биографија
Душан Савић је писањем почео да се бави 2005. године. Песме су му објављене двојезично у Anthologie der Migration aus Südosteuropa, den Balkanländern, у Аустрији (2005); збирка песама Камење говори, Бугарска (2006); Fenster der Seele (2008) и Auf den Flügeln der Zeit, Бања Лука – Београд (2009); Neu österreichischen Lyrik und kein Wort Deutsch, Аустрија; у зборнику песама Рудничка врела из Горњег Милановца (2008) и у зборнику Двадесетог међународног сусрета песника Гарави Сокак, књижевног клуба Мирослав Мика Антић из Инђије (2009).
Прва прича му се појавила у дневним новинама „Политика“, марта 2007. Након тога и издавач „Независне Новине“, Бања Лука објављује Савићеве приче. Исте године објављује кратке приче Седло – Бања Лука из кофера успомена.
Роман Бечки точак објављује у Београду (2009). Роман је Амбасада Републике Србије у Аустрији предложила за књижевну награду „Милош Црњански“, 2010. године. Роман Бечки точак је објављен на немачком језику у Бечу 2012. године
Приче му објављује неколико књижевних часописа: „Прича“ из Београда (2009); „Књижевник“ и „Путеви“ из Бања Луке (2010); „Луча“ из Суботице (2012) и „Тиса“ из Бечеја (2012). На конкурсу за кратку причу „Симха Кабиљо“, Жидовске Културне Сцене – БЕЈАХАД из Загреба, добио своју прву књижевну награду за причу „Ел Бахар“.
Године 2013. је објавио роман Порајмос у издању Лагуне, 2015. године роман Међу живима у издању Завода за уџбенике и наставна средства из Источног Новог Сарајева, као и роман Међустаница Лисабон који је објавила издавачка кућа Дерета 2017. године.
Савић се бави и преводом с немачког на српски језик. Године 2015. реализовао је заједнички пројекат са аустријским песником Герхардом Блаболом под насловом: Des is’ Wien– То је Беч који је објавила издавачка кућа из Беча.
Члан је Друштва књижевника Војводине, Удружења књижевника Републике Српске и аустријског ПЕН Центра.
Душан Савић се бавио и филмом у свим секторима. Радио је као организатор, продуцент, асистент и помоћник режије. Дужи низ година био је стални сарадник Лордана Зафрановића.
По Савићевом роману "Порајмос" (ромски назив за Холокауст) снимљен је краткометражни документарни филм "Порајмос" који је  премијерно приказан у Народном позоришту у Сомбору 19. јануара 2020. године.

### Поезија
- Камење говори (2006)

### Романи
- Бечки точак (2009)
- Порајмос (2013)
- Међу живима (2015)
- Међустаница Лисабон (2017)

### Приче
- Седло – Бања Лука из кофера успомена (2007)

## Награде
На конкурсу за кратку причу „Симха Кабиљо“, Жидовске Културне Сцене – БЕЈАХАД из Загреба, Савић је добио своју прву књижевну награду за причу „Ел Бахар“